# Coffea fragrans
Coffea fragrans är en måreväxtart som beskrevs av Nathaniel Wallich och Joseph Dalton Hooker. Coffea fragrans ingår i släktet Coffea och familjen måreväxter. Inga underarter finns listade i Catalogue of Life.